# اروه گارل
اروه گارل (فرانسوی: Hervé Garel‎؛ زادهٔ ۱۵ ژوئیهٔ ۱۹۶۷) دوچرخه‌سوار اهل فرانسه است.